# Панкарана
Панкарана (итал. Pancarana) је насеље у Италији у округу Павија, региону Ломбардија.
Према процени из 2011. у насељу је живело 269 становника. Насеље се налази на надморској висини од 68 м.

## Становништво
Према резултатима пописа становништва 2011. у општини је живело 316 становника.
| 1931. | 1936. | 1951. | 1961. | 1971. | 1981. | 1991. | 2001. | 2011. |
| ----- | ----- | ----- | ----- | ----- | ----- | ----- | ----- | ----- |
| 662   | 646   | 578   | 519   | 433   | 363   | 360   | 322   | 316   |